# Coupe du monde féminine de futsal FIFA
Cet article concerne la compétition organisée selon les règles FIFA. Pour celle organisée selon les règles AMF, voir Coupe du monde féminine de futsal AMF.
La Coupe du monde féminine de futsal de la FIFA est une compétition internationale de futsal organisée par la Fédération internationale de football association (FIFA) mettant aux prises des sélections nationales féminines de futsal. Cette compétition, dont la première édition se déroule en 2025, est ouverte à toutes les fédérations reconnues par la FIFA.
Après de nombreuses contestations en 2022 de la part des joueuses quant à l'inaction de la FIFA pour organiser un tel événement alors que la Coupe du monde masculine existe depuis 1989, la FIFA annonce le 16 décembre 2022 la création de la Coupe du monde féminine de futsal de la FIFA, la première édition en 2025 rassemblant 16 équipes. Les Philippines sont nommés pays organisateur de cette première édition en mai 2024.

## Palmarès

### Par édition
| 1re | 2025 | Philippines |  |  |  |  |  |  |